# 洛德 (北欧神话)
洛德（Lóðurr、Lodour），在北歐神話中，他的名字的含意是「誘惑者」。
他是創造人類的神明之一，通常是和奧丁（Odin）及海尼爾（Honir）為一組一起出現。相對於另一組也是負責造人的神明—奧丁（Odin）、威利（Vili）、菲（Ve），一般認為也許是同一組神明的不同別名。